# Šmarješke Toplice

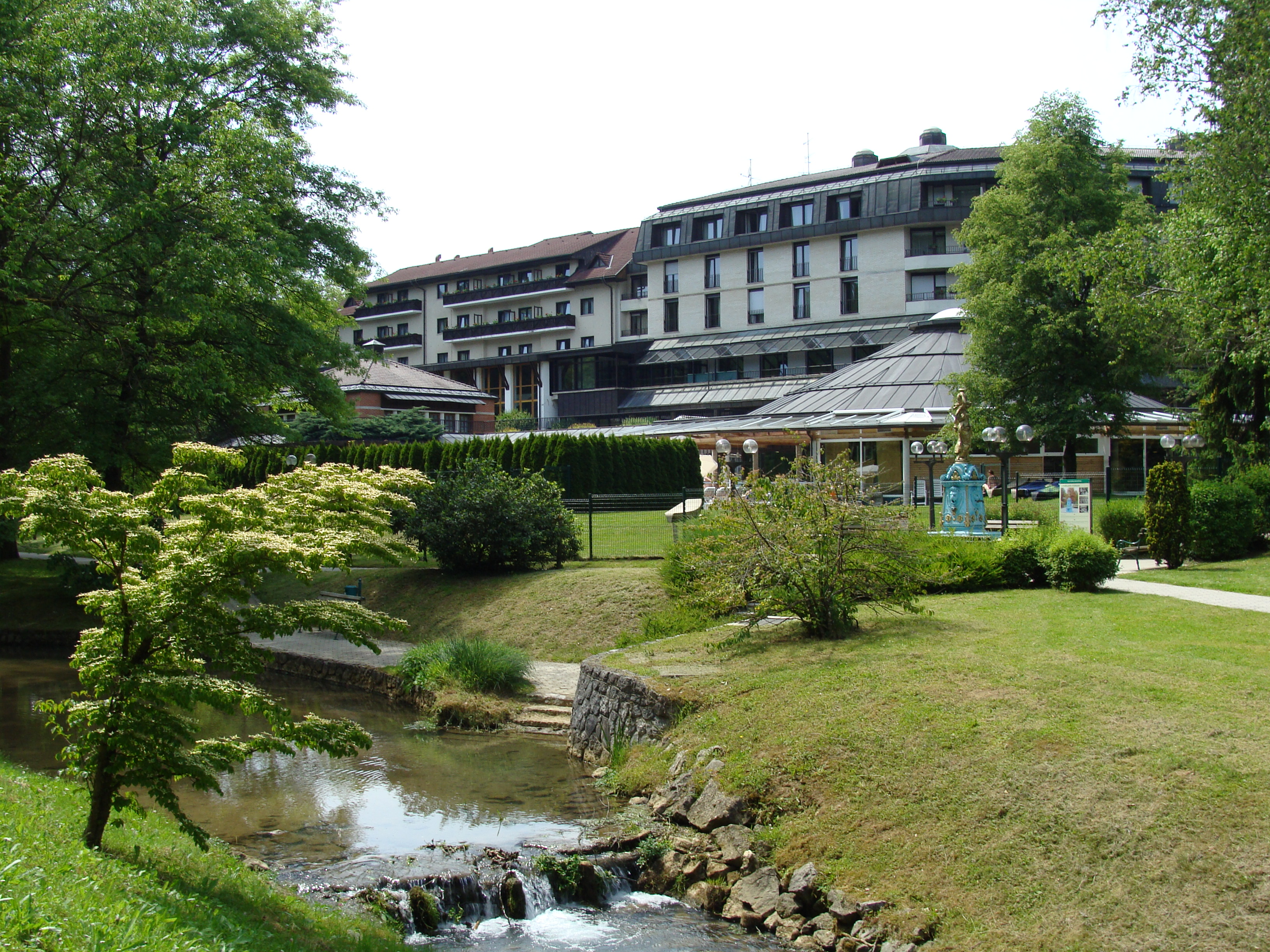
Thermenpark

Šmarješke Toplice (deutsch: Töplitz) ist ein Kurort nordöstlich von Novo mesto in der historischen Landschaft Dolenjska/Unterkrain (Region Jugovzhodna Slovenija) im Südosten Sloweniens.
Die Ortschaft ist Hauptort und Verwaltungszentrum der aus 24 Ortschaften bestehenden Gemeinde Šmarješke Toplice. 

## Sehenswürdigkeiten
- Thermalbad Šmarješke Toplice[3]
- Natur-Thermalquelle Klevevška Toplica[4]